# 建築基準適合判定資格者
建築基準適合判定資格者（けんちくきじゅんてきごうはんていしかくしゃ）は、建築基準適合判定資格者検定に合格した者。

## 概要
建築物や建築設備・工作物等に関する建築確認申請（及び計画通知）における建築計画等が、建築基準法や建築基準関係規定に適合しているか否かの確認や検査等を行う資格者のこと。
従来の建築主事資格にかわり、建築確認業務の民間開放に伴って制定された。
地域の⾃主性及び⾃⽴性を⾼めるための改⾰の推進を図るための関係法律の整備に関する法律（令和5年法律第58号）第7条による建築基準法の改正が2024年（令和6年）4月1日に施行され、資格が一級または二級に区分（従来の資格は一級とみなす）され、実務経験は受験資格から資格登録要件に変更される予定。

試験の合格率は、平成22年37.1%、平成23年 45.7%、平成24年25.6%、平成25年26.1%、平成26年29.8%、平成27年35.6%、平成28年24.9%、平成29年35.5%、平成30年39.7%、令和元年31.8%となっている。

## 受験資格
一級建築士試験に合格したもので、建築行政又は建築基準法第77条の18第1項に定める確認検査の業務その他これに類する業務で、政令に定めるものに関して2年以上の実務の経験を有するもの 
- 政令で定めるもの
  - 建築審査会の委員として行う業務
  - 大学（短期大学を除く）の学部、専攻科、大学院で教授や助教授として建築に関する教育や研究を行う業務
  - 建築物の敷地、構造、建築設備の安全上、防火上、衛生上の観点から行う審査や検査の業務で、国土交通大臣が確認検査の業務と同等以上の知識と能力を有すると認めた者

## 試験
- 8月下旬に札幌市、仙台市、さいたま市、名古屋市、大阪市、広島市、福岡市の7会場において実施。

### 試験科目
午前
- 考査A

1. 建築基準法第6条第1項の建築基準関係規定に関する知識

- 論文--平成22年まで実施、現在中止。

1. 建築行政又は確認検査の業務等に関する実務の経験についての小論文

午後
- 考査B

1. 建築基準法第6条第1項の建築基準関係規定に関する知識

　今までは木造小建築1問　大規模建築1問　構造計算1問